# Temperley
Pour les articles homonymes, voir Temperley.
Temperley est une ville située dans la partie sud-est du partido de Lomas de Zamora (au sud du Grand Buenos Aires).

## Histoire
L'entrepreneur anglais George Temperley, né en 1823 à Newcastle upon Tyne, émigre en Argentine en 1838 et s'y enrichit dans l'exportation de laine, de fruits et dans l'importation de vêtements. En 1854, il achète aux frères Marenco 51 hectares entre les actuelles rues Dorrego, Almirante Brown, Eva Perón et Lavalle, et y construit une maison de campagne. Le 16 octobre 1870, il réserve des terres de sa vaste propriété pour l'établissement d'une communauté, et participe à la construction de la première mairie de Lomas de Zamora et de la gare de Temperley, inaugurée en 1871. 
Le 1er février 1893, la ville qui porte aujourd'hui son nom, l'une des plus importantes du sud du Grand Buenos Aires, est officiellement fondée.

## Culture locale et patrimoine
- La villa Grampa, une villa néo-renaissance, construite entre 1910 et 1914.

## Galerie

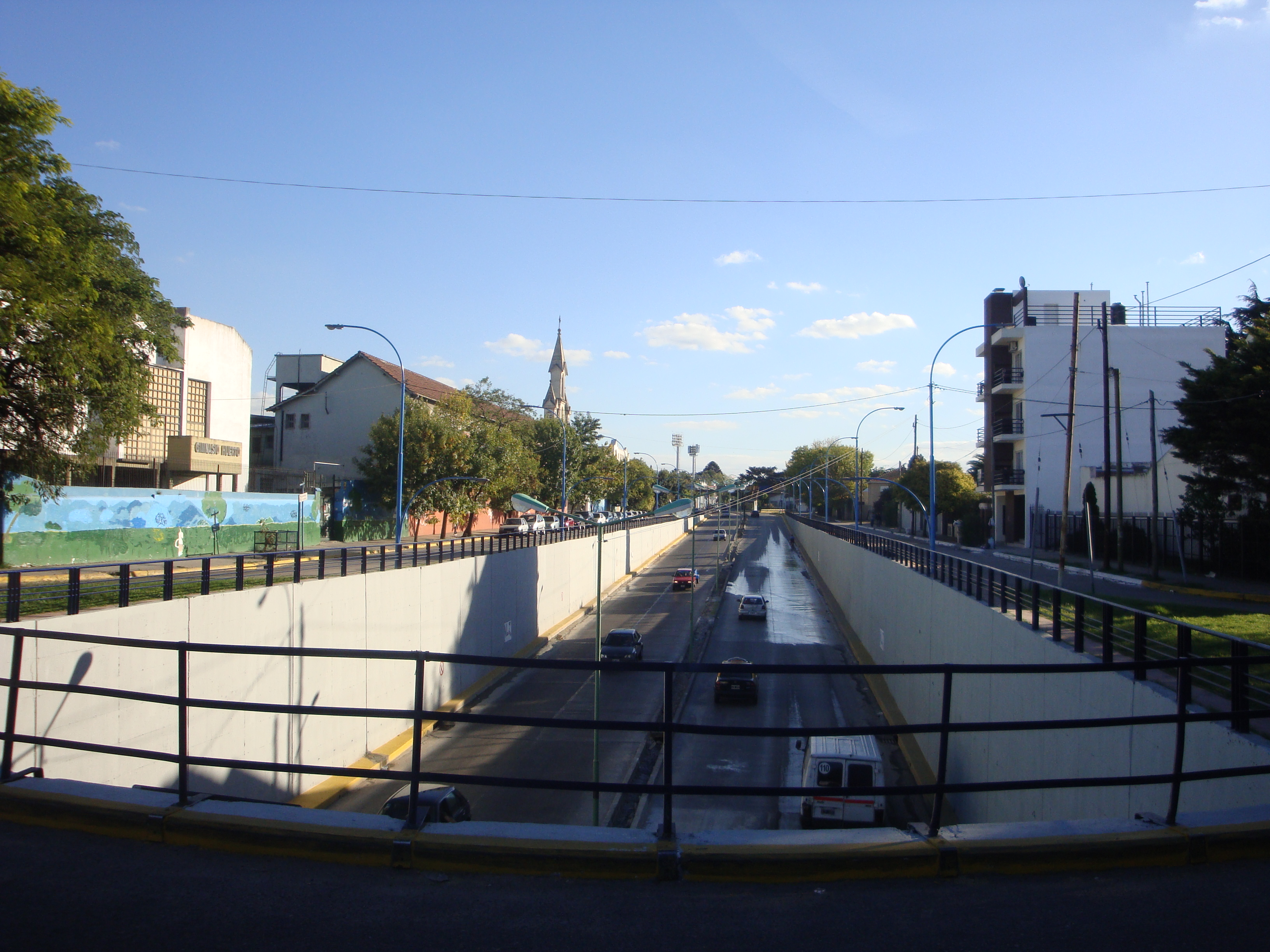

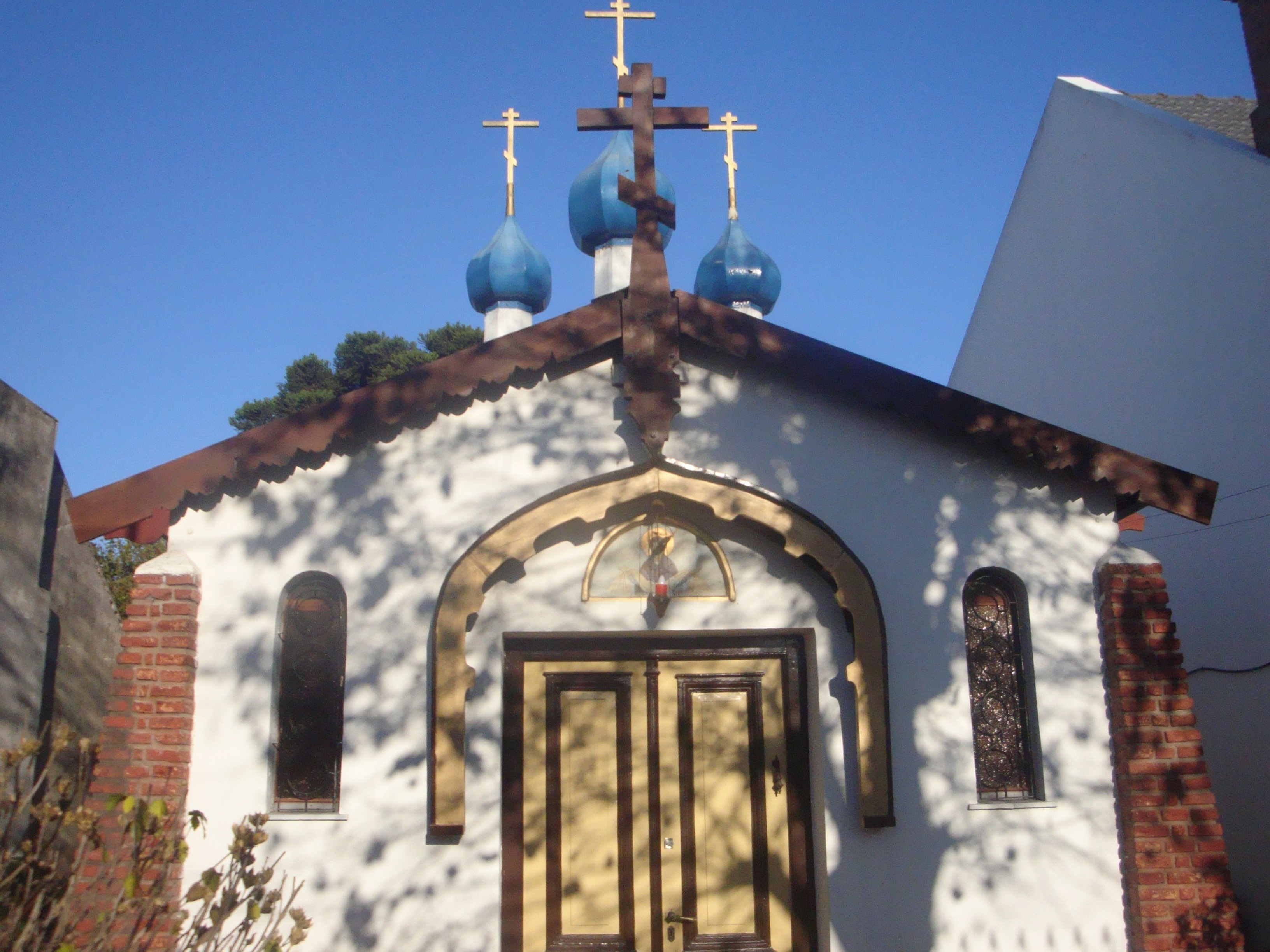
L'église orthodoxe